# Muscicapa boehmi
Muscicapa boehmi е вид птица от семейство Muscicapidae.

## Разпространение
Видът е разпространен в Ангола, Замбия, Демократична република Конго, Малави и Танзания.